# Commission scolaire de la Côte-du-Sud
 (septembre 2020).
Pour les raisons suivantes :
- Les commissions scolaires québécoises étaient une forme de gouvernement local composé de commissaires élus et disposant de pouvoirs de taxation. Leur admissibilité dans Wikipédia est bien établie.
- Par contre, les centres de service scolaires sont plutôt des centres administratifs relevant du ministère de l'Éducation. Leur mode de gestion et leurs pouvoirs sont différents de ceux des commissions scolaires. Leur admissibilité selon les critères de Wikipédia n'a pas encore été démontrée.
- Vu leur nature différente, les éventuels articles sur les centres de services scolaires devraient être distincts de ceux des commissions scolaires, et non des renommages de ceux-ci.
- Les contributeurs sont invités à discuter de ce sujet sur Discussion Projet:Québec.

La Commission scolaire de la Côte-du-Sud ou CSCS est une ancienne commission scolaire. Elle est abolie le 15 juin 2020, et remplacée par un Centre de services scolaire francophone qui dessert les territoires des municipalités régionales de comté (MRC) de Bellechasse, Montmagny et L'Islet. Elle gère 39 écoles primaires, 9 écoles secondaires, 4 centres d'éducation des adultes et 3 centres de formation professionnelle. Son siège social est situé à Montmagny, sur la Rive-Sud du fleuve Saint-Laurent, à l'est de Québec.
Le Centre est un organisme de services voué à sa clientèle jeune et adulte ainsi qu'aux entreprises de son territoire. Il dessert une population de 73 000 personnes sur un immense territoire divisé en sept pôles :
- pôle 1 : Saint-Anselme ;
- pôle 2 : Saint-Charles-de-Bellechasse ;
- pôle 3 : Saint-Damien ;
- pôle 4 : Montmagny ;
- pôle 5 : L'Islet ;
- pôle 6 : Saint-Paul ;
- pôle 7 : Saint-Pamphile.

En 2009-2010, près de 8 500 élèves, jeunes et adultes, fréquentent les écoles et les centres de la commission scolaire au sein desquels travaillent un millier de personnes résolument tournées vers l'atteinte de la réussite.
Services à la disposition de la population de la Côte-du-Sud :
- enseignement au moyen du service passe-partout ;
- enseignement au préscolaire, au primaire et au secondaire ;
- soutien et accompagnement professionnel pour les élèves en difficulté ;
- enseignement en formation générale des adultes ;
- enseignement en formation professionnelle ;
- formations à la carte et sur mesure en entreprise ;
- formation individualisée ;
- équipements sportifs et culturels mis à la disposition de la population ;
- parcs-écoles ouverts à tous ;
- services de garde ;
- activités de coopération avec des organismes du milieu.

## Établissements

### Écoles Primaires
| Nom de l'établissement           | Municipalité                        | Nombre d'élèves (2016) | Niveaux         | Municipalités desservies                                                        |
| -------------------------------- | ----------------------------------- | ---------------------- | --------------- | ------------------------------------------------------------------------------- |
| École Aubert-De Gaspé            | Saint-Aubert                        | 173                    | 1er au 3e cycle | Saint-Aubert Saint-Damase-de-L'Islet                                            |
| École aux Quatre-Vents           | Saint-Malachie                      | 92                     | 1er au 3e cycle | Saint-Malachie                                                                  |
| École Beaubien                   | Montmagny                           | 261                    | 1er au 3e cycle | Montmagny                                                                       |
| École Belle-Vue                  | Armagh                              | 123                    | 1er au 3e cycle | Armagh                                                                          |
| École Chanoine-Ferland           | Saint-Fabien-de-Panet               | 80                     | 1er au 3e cycle | Saint-Fabien-de-Panet                                                           |
| École de la Colline              | Saint-Paul-de-Montminy              | 112                    | 1er au 3e cycle | Notre-Dame-du-Rosaire Saint-Paul-de-Montminy Sainte-Euphémie-sur-Rivière-du-Sud |
| École de la Francolière          | Saint-François-de-la-Rivière-du-Sud | 120                    | 1er au 3e cycle | Saint-François-de-la-Rivière-du-Sud                                             |
| École de la Marelle              | Beaumont                            | 254                    | 1er au 3e cycle | Beaumont                                                                        |
| École de la Nouvelle-Cadie       | Saint-Gervais                       | 208                    | 1er au 3e cycle | Saint-Gervais                                                                   |
| École de la Ruche-De Lanaudière  | Saint-Vallier                       | 78                     | 1er au 3e cycle | Saint-Vallier                                                                   |
| École de la Source               | Saint-Raphaël                       | 215                    | 1er au 3e cycle | Saint-Raphaël                                                                   |
| École de l'Étincelle             | Saint-Charles-de-Bellechasse        | 241                    | 1er au 3e cycle | Saint-Charles-de-Bellechasse                                                    |
| École de l'Éveil                 | Saint-Nérée-de-Bellechasse          | 38                     | 1er au 3e cycle | Saint-Nérée-de-Bellechasse                                                      |
| École de Saint-Cyrille           | Saint-Cyrille-de-Lessard            | 37                     | 1er au 3e cycle | Saint-Cyrille-de-Lessard                                                        |
| École de Saint-Just              | Saint-Just-de-Bretenières           | 24                     | 1er au 3e cycle | Saint-Just-de-Bretenières                                                       |
| École de Saint-Marcel            | Saint-Marcel                        | 15                     | 1er au 3e cycle | Saint-Marcel                                                                    |
| École de Sainte-Apolline         | Sainte-Apolline-de-Patton           | 19                     | 1er au 3e cycle | Sainte-Apolline-de-Patton                                                       |
| École de Sainte-Félicité         | Sainte-Félicité                     | 24                     | 1er au 3e cycle | Sainte-Félicité                                                                 |
| École de Sainte-Lucie            | Sainte-Lucie-de-Beauregard          | 9                      | 1er au 3e cycle | Lac-Frontière Sainte-Lucie-de-Beauregard                                        |
| École des Échos-de-la-Forêt      | Saint-Philémon                      | 14                     | 1er au 3e cycle | Saint-Philémon                                                                  |
| École des Hauts-Sommets          | Sainte-Perpétue                     | 156                    | 1er au 3e cycle | Sainte-Perpétue Tourville                                                       |
| École des Méandres               | Saint-Léon-de-Standon               | 89                     | 1er au 3e cycle | Saint-Léon-de-Standon Saint-Nazaire-de-Dorchester                               |
| École des Rayons-de-Soleil       | Saint-Damien-de-Buckland            | 162                    | 1er au 3e cycle | Saint-Damien-de-Buckland                                                        |
| École des Tilleuls               | Saint-Pierre-de-la-Rivière-du-Sud   | 80                     | 1er au 3e cycle | Saint-Pierre-de-la-Rivière-du-Sud                                               |
| École du Bon-Vent                | Notre-Dame-Auxiliatrice-de-Buckland | 24                     | 1er au 3e cycle | Notre-Dame-Auxiliatrice-de-Buckland                                             |
| École du Phare                   | Saint-Michel-de-Bellechasse         | 141                    | 1er au 3e cycle | Saint-Michel-de-Bellechasse                                                     |
| École du Tremplin                | Saint-Lazare-de-Bellechasse         | 147                    | 1er au 3e cycle | Saint-Lazare-de-Bellechasse                                                     |
| École Jeanne-De Chantal          | L'Islet                             | 120                    | 1er au 3e cycle | L'Islet                                                                         |
| École Monseigneur-Sirois         | Cap-Saint-Ignace                    | 291                    | 1er au 3e cycle | Cap-Saint-Ignace                                                                |
| École Morissette                 | Sainte-Claire                       | 278                    | 1er au 3e cycle | Sainte-Claire                                                                   |
| École Notre-Dame-de-l'Assomption | Berthier-sur-Mer                    | 106                    | 1er au 3e cycle | Berthier-sur-Mer                                                                |
| École Plein-Soleil               | La Durantaye                        | 33                     | 1er au 3e cycle | La Durantaye                                                                    |
| École Provencher                 | Saint-Anselme                       | 355                    | 1er au 3e cycle | Honfleur Saint-Anselme                                                          |
| École Saint-François-Xavier      | L'Islet                             | 208                    | 1er au 3e cycle | L'Islet                                                                         |
| École Saint-Jean                 | Saint-Jean-Port-Joli                | 224                    | 1er au 3e cycle | Saint-Jean-Port-Joli                                                            |
| École Saint-Joseph               | Saint-Pamphile                      | 248                    | 1er au 3e cycle | Saint-Adalbert Saint-Omer Saint-Pamphile                                        |
| École Saint-Nicolas              | Montmagny                           | 142                    | 1er au 3e cycle | Montmagny                                                                       |
| École Saint-Pie-X                | Montmagny                           | 205                    | 1er au 3e cycle | Montmagny                                                                       |
| École Saint-Thomas               | Montmagny                           | 125                    | 1er au 3e cycle | Montmagny                                                                       |

### Écoles Secondaires
| Nom de l'établissement                 | Municipalité                 | Nombre d'élèves (2019) | Niveaux                | DISTRICT (Municipalités desservies) |
| -------------------------------------- | ---------------------------- | ---------------------- | ---------------------- | --- |
| CFER de Bellechasse                    | Saint-Raphaël                | 228                    | 1er à la 5e secondaire | DISTRICT 2 |
| École de l'Envol                       | Saint-Malachie               | 239                    | 1er à la 5e secondaire | DISTRICT 1 |
| École secondaire Bon-Pasteur           | L'Islet                      | 251                    | 1er à la 5e secondaire | DISTRICT 5 (L'Islet Saint-Aubert Saint-Cyrille-de-Lessard Saint-Damase-de-L'Islet Saint-Jean-Port-Joli)                                                                                          |
| École secondaire de Saint-Anselme      | Saint-Anselme                | 216                    | 1er à la 5e secondaire | DISTRICT 5 (Honfleur Saint-Anselme Saint-Léon-de-Standon Saint-Malachie Sainte-Claire) |
| École secondaire de Saint-Charles      | Saint-Charles-de-Bellechasse | 227                    | 1er à la 5e secondaire | DISTRICT 2 (Beaumont La Durantaye Saint-Charles-de-Bellechasse Saint-Gervais Saint-Michel-de-Bellechasse Saint-Raphaël Saint-Vallier)                                                            |
| École secondaire de Saint-Damien       | Saint-Damien-de-Buckland     | 237                    | 1er à la 5e secondaire | DISTRICT 3 (Armagh Notre-Dame-Auxiliatrice-de-Buckland Saint-Damien-de-Buckland Saint-Lazare-de-Bellechasse Saint-Nazaire-de-Dorchester Saint-Nérée-de-Bellechasse Saint-Philémon Saint-Raphaël) |
| École secondaire de Saint-Paul         | Saint-Paul-de-Montminy       | 261                    | 1er à la 5e secondaire | DISTRICT 3 (Lac-Frontière Notre-Dame-du-Rosaire Saint-Fabien-de-Panet Saint-Just-de-Bretenières Saint-Paul-de-Montminy Sainte-Euphémie-sur-Rivière-du-Sud Sainte-Lucie-de-Beauregard)            |
| École secondaire La Rencontre          | Saint-Pamphile               | 277                    | 1er à la 5e secondaire | DISTRICT 5 (Saint-Adalbert Saint-Marcel Saint-Omer Saint-Pamphile Sainte-Félicité Sainte-Perpétue Tourville)                                                                                     |
| École secondaire Louis-Jacques-Casault | Montmagny                    | 747                    | 1er à la 5e secondaire | DISTRICT 4 (Berthier-sur-Mer Cap-Saint-Ignace Montmagny Saint-François-de-la-Rivière-du-Sud Saint-Pierre-de-la-Rivière-du-Sud)                                                                   |

### Centres de Formation Professionnelle

#### DISTRICT 1
- Centre de formation agricole, (Saint-Anselme)

#### DISTRICT 2
- CEA de Bellechasse
- CFER de Bellechasse

(Centre de formation multifonctionnelle de Bellechasse-Etchemins, (Sainte-Claire))

#### DISTRICT 3
- Centre sectoriel des Plastiques, (Saint-Damien-de-Buckland)
- CEA de Saint-Paul

#### DISTRICT 4
- CEA de Montmagny/L’Islet-Nord
- Centre de formation professionnelle de l'Envolée, (Montmagny)

#### DISTRICT 5
- CEA de L’Islet-Sud